# Lukas Moodysson
Lukas Moodysson (Malmö, 17 januari 1969) is een Zweeds schrijver en filmregisseur.

## Loopbaan
In 1998 brak Moodysson door met de romantische tienerfilm Fucking Åmål (internationaal als Show me love uitgebracht). In de jaren erop maakte hij films in diverse stijlen en genres waaronder Tillsammans in 2000, een satire op het linkse Zweden van de jaren 70, Lilja 4-ever in 2002, een drama over mensenhandel en seksuele slavernij, en Ett hål i mitt hjärta uit 2004, een experimentele dramafilm met zeer expliciete seksuele beelden.
Hij wordt beschouwd als een van de beste en belangrijkste Zweedse filmregisseurs van zijn generatie.

## Persoonlijk
Moodysson is getrouwd met striptekenares Coco Moodysson en heeft drie kinderen met haar.

## Filmografie
- Det var en mörk och stormig natt (1995)
- Uppgörelse i den undre världen (1996)
- Bara prate lite (1997)
- Fucking Åmål / Show me love (1998)
- Tillsammans / Together (2000)
- Lilja 4-ever (2002)
- Terrorister (2003)
- Ett hål i mitt hjärta / A hole in my heart (2004)
- Container (2006)
- Mammoth (2009)
- Vi är bäst! (2013)
- Gösta (serie, 2019)